# Вулкан Креницына
Вулкан Крени́цына — действующий вулкан на острове Онекотан Большой Курильской гряды. Типичный двухъярусный «вулкан в вулкане». Не путать с островами Креницына, субархипелагом в Лисьей гряде на востоке Алеутской островной цепи в штате Аляска, США.
Расположен в южной части острова Онекотан. Высота 1324 м (наивысшая отметка острова).
Вулканический конус (с диаметром подошвы 3,5—4 км) поднимается в виде острова внутри лежащего на высоте 400 м озера Кольцевое (диаметр около 7 км). Озеро окружено соммой — стенами более древней кальдеры Тао-Русыр (высоты 540—920 м с диаметром подошвы 16—17 км).
Кальдера сложена базальтовыми лавами и андезитовым рыхлым материалом, вулканический конус — андезитами. Склоны покрыты кедровым стлаником.
Известно только одно историческое извержение в 1952 году. В настоящее время фиксируется фумарольная и термальная активность.
Назван в 1805 году И. Ф. Крузенштерном по имени мореплавателя Петра Кузьмича Креницына.